# Breakthrough Prize in Mathematics
Der Breakthrough Prize in Mathematics ist ein seit 2014 vergebener Mathematikpreis. Er ist nach dem Breakthrough Prize in Life Sciences und dem Breakthrough Prize in Fundamental Physics der dritte aus einer Reihe hochdotierter Wissenschaftspreise, der unter Mark Zuckerberg und Juri Milner entstandenen Breakthrough Prize Foundation. Der Preis ist für jeden Preisträger mit 3 Millionen US-Dollar dotiert. Während im ersten Jahr der Vergabe fünf Preisträger ausgezeichnet wurden, gab es ab 2015 – mit Ausnahme von 2018 – jährlich nur einen Preisträger.
Seit 2016 werden zudem New Horizons in Mathematics Prizes an maximal drei Nachwuchswissenschaftler vergeben; diese Preise sind mit je 100.000 Dollar dotiert. Außerdem wurde erstmals 2021 der mit 50.000 Dollar pro Preisträgerin dotierte Maryam Mirzakhani New Frontiers Prize an Nachwuchsmathematikerinnen vergeben, deren Promotion höchstens zwei Jahre zurückliegt.

## Preisträger

### Träger des Breakthrough Prize in Mathematics
- 2015:
  - Simon Donaldson – Für die neuen revolutionären Invarianten vierdimensionaler Mannigfaltigkeiten und dem Studium der Relation zwischen Stabilität in der algebraischen Geometrie und in der globalen Differentialgeometrie, gleichzeitig für Faserbündel und Fano-Varietäten (“For the new revolutionary invariants of 4-dimensional manifolds and for the study of the relation between stability in algebraic geometry and in global differential geometry, both for bundles and for Fano varieties”).[2]
  - Maxim Kontsevich – Für Arbeiten, die einen großen Einfluss auf eine breite Anzahl mathematischer Teilgebiete haben, einschließlich algebraischer Geometrie, Deformationstheorie, symplektischer Topologie, homologischer Algebra und Dynamischen Systemen (“For work making a deep impact in a vast variety of mathematical disciplines, including algebraic geometry, deformation theory, symplectic topology, homological algebra and dynamical systems”).[3]
  - Jacob Lurie – Für seine Arbeit über die Grundlagen der höheren Kategorientheorie und derivierter algebraischer Geometrie; für die Klassifikation voll ausgeweiteter topologischer Quantenfeldtheorien und für den Beweis einer modultheoretischen Interpretation elliptischer Kohomologie (“For his work on the foundations of higher category theory and derived algebraic geometry; for the classification of fully extended topological quantum field theories; and for providing a moduli-theoretic interpretation of elliptic cohomology”).[4]
  - Terence Tao – Für zahlreiche bahnbrechende Beiträge zur harmonischen Analysis, Kombinatorik, partiellen Differentialgleichungen und analytischer Zahlentheorie (“For numerous breakthrough contributions to harmonic analysis, combinatorics, partial differential equations and analytic number theory”).[5]
  - Richard Taylor – Für zahlreiche bahnbrechende Resultate in der Theorie automorpher Formen, einschließlich der Taniyama-Weil-Vermutung, der lokalen Langlands-Vermutung für allgemeine lineare Gruppen und die Sato-Tate-Vermutung (“For numerous breakthrough results in the theory of automorphic forms, including the Taniyama–Weil conjecture, the local Langlands conjecture for general linear groups, and the Sato–Tate conjecture”).[6]
- 2016: Ian Agol – Für spektakuläre Beiträge zur niedrigdimensionalen Topologie und geometrischen Gruppentheorie einschließlich der Lösung der Zahmheits-, virtuellen Haken- und virtuellen Faserungs-Vermutungen (“For spectacular contributions to low dimensional topology and geometric group theoryncluding work on the solutions of the tameness, virtually Haken and virtual fibering conjectures”).[7][8]
- 2017: Jean Bourgain – Für zahlreiche umwälzende Beiträge zur Analysis, Kombinatorik, partiellen Differentialgleichungen, hochdimensionaler Geometrie und Zahlentheorie (“For multiple transformative contributions to analysis, combinatorics, partial differential equations,  high-dimensional geometry and  number theory”).[9]
- 2018: Christopher Hacon und James McKernan – Für umwälzende Beiträge zur birationalen algebraischen Geometrie, speziell zum Programm minimaler Modelle in allen Dimensionen (“For transformational contributions to birational algebraic geometry, especially to the minimal model program in all dimensions”).[10][11]
- 2019: Vincent Lafforgue – Für bahnbrechende Beiträge zu verschiedenen Gebieten der Mathematik, speziell dem Langlands-Programm im Funktionenkörperfall (“For ground breaking contributions to several areas of mathematics, in particular to the Langlands program in the function field case”).[12]
- 2020: Alex Eskin – Für revolutionäre Entdeckungen in der Dynamik und Geometrie von Modulräumen abelscher Differentiale, einschließlich dem Beweis des „Magic Wand Theorems“ mit Maryam Mirzakhani (“For revolutionary discoveries in the dynamics and geometry of moduli spaces of Abelian differentials, including the proof of the ‘magic wand theorem’ with Maryam Mirzakhani”).[13]
- 2021: Martin Hairer – Für umwälzende Beiträge zur Theorie der stochastischen Analysis, speziell der Theorie von Regularitätsstrukturen  bei stochastischen partiellen Differentialgleichungen (“For transformative contributions to the theory of stochastic analysis, particularly the theory of regularity structures in stochastic partial differential equations”).[14][15]
- 2022: Takurō Mochizuki – Für seine monumentale Arbeit, die zu einem Durchbruch in unserem Verständnis der Bündel mit flachem Zusammenhang über algebraischen Varietäten führte, einschließlich des Falls irregulärer Singularitäten (“For monumental work leading to a breakthrough in our understanding of the theory of bundles with flat connections over algebraic varieties, including the case of irregular singularities”).[16]
- 2023: Daniel A. Spielman – Für bahnbrechende Beiträge zur theoretischen Informatik und Mathematik, einschließlich spektraler Graphentheorie, dem Kadison-Singer-Problem, numerischer linearer Algebra, Optimierung und Kodierungstheorie (“For breakthrough contributions to theoretical computer science and mathematics, including to spectral graph theory, the Kadison-Singer problem, numerical linear algebra, optimization, and coding theory”).
- 2024: Simon Brendle – Für eine Reihe bemerkenswerter Fortschritte in der Differentialgeometrie, einem Gebiet, das die Werkzeuge der Analysis zur Untersuchung von Kurven, Flächen und Räumen nutzt. Viele seiner Ergebnisse betreffen die Form von Oberflächen sowie Mannigfaltigkeiten in höheren Dimensionen als denen, die wir im Alltag erleben. (“For  contributions to a series of remarkable leaps in differential geometry, a field that uses the tools of calculus to study curves, surfaces and spaces. Many of his results concern the shape of surfaces, as well as manifolds in higher dimensions than those we experience in everyday life”).
- 2025: Dennis Gaitsgory – „Für seine grundlegenden Arbeiten und zahlreiche bahnbrechende Beiträge zum geometrischen Langlands-Programm und seiner Quantenversion; insbesondere für die Entwicklung des abgeleiteten algebraischen Geometrieansatzes und den Beweis der geometrischen Langlands-Vermutung im Merkmal 0“.[17][18]

### Träger des New Horizons in Mathematics Prize
Jeweils mit den Laudatios.
- 2016:
  - Larry Guth – Für einfallsreiche und überraschende Lösungen lange offener Probleme in der symplektischen Geometrie, Riemannschen Geometrie, harmonischen Analysis und kombinatorischen Geometrie.
  - André Arroja Neves – Für herausragende Beiträge zu verschiedenen Bereichen der Differentialgeometrie, einschließlich Arbeiten zur Skalarkrümmung, geometrischen Flüssen und seine Lösung der 50 Jahre alten Willmore-Vermutung mit Fernando Codá Marques.
  - Peter Scholze wurde als dritter Preisträger ausgewählt, der den Preis allerdings ablehnte.[19]
- 2017:
  - Mohammed Abouzaid – Für die Unterscheidung von Kotangentenbündeln exotischer Sphären, die Konstruktion der Wrapped-Fukaya-Kategorie mit  Paul Seidel und andere entscheidende Beiträge zur symplektischen Topologie und Spiegelsymmetrie.
  - Hugo Duminil-Copin – Für brillante Lösungen für mehrere große Probleme in der Wahrscheinlichkeitstheorie, speziell bei kritischen Phänomenen von Modellen des Ising-Typs.
  - Benjamin Elias und Geordie Williamson – Für Pionierarbeit in geometrischer Darstellungstheorie, einschließlich der Entwicklung der Hodge-Theorie für Soergel-Bimoduln und den Beweis der Kazhdan-Lusztig-Vermutungen für allgemeine Coxeter-Gruppen.
- 2018:
  - Aaron Naber – Für Arbeiten in geometrischer Analysis und Riemannscher Geometrie, wobei er mächtige neue Techniken einführte zur Lösung herausragender Probleme, speziell für Mannigfaltigkeiten mit Schranken für die Ricci-Krümmung.
  - Maryna Viazovska – Für bemerkenswerte Anwendung der Theorie der Modulformen auf das Packungsproblem von Kugeln in speziellen Dimensionen.
  - Zhiwei Yun und Wei Zhang – Für tiefliegende Arbeiten zur globalen Gan-Gross-Prasad-Vermutung und die Entdeckung geometrischer Interpretationen für die höheren Ableitungen von L-Funktionen im Funktionenkörperfall.
- 2019:
  - Chenyang Xu – Für große Fortschritte im Programm minimaler Modelle und Anwendung auf die Moduli algebraischer Varietäten.
  - Karim Adiprasito und June Huh – Für die Entwicklung der kombinatorischen Hodge-Theorie mit Eric Katz, was zur Lösung der log-Konkavitäts-Vermutung von Rota führte.
  - Kaisa Matomäki und Maksym Radziwill – Für fundamentale Durchbrüche im Verständnis lokaler Korrelationen von Werten multiplikativer Funktionen.
- 2020:
  - Tim Austin – Für mehrere Beiträge zur Ergodentheorie, insbesondere die Lösung der schwachen Pinsker-Vermutung.
  - Emmy Murphy – Für Beiträge zur symplektischen und Kontakt-Geometrie, spezielle die Einführung des Begriffs lockerer Legendre-Untermannigfaltigkeiten und übertwisteter Kontaktstrukturen in höheren Dimensionen mit Matthew Strom Borman und Yakov Eliashberg.
  - Xinwen Zhu – Für Arbeiten in arithmetischer algebraischer Geometrie einschließlich Anwendungen auf die Theorie von Shimura-Varietäten und das Riemann-Hilbert-Problem für p-adische Varietäten.
- 2021:
  - Bhargav Bhatt – Für herausragende Arbeiten in kommutativer Algebra und arithmetischer algebraischer Geometrie, speziell die Entwicklung p-adischer Kohomologietheorien.
  - Alexander Logunow – Für neuartige Techniken zum Studium der Lösungen von elliptischen Gleichungen und ihre Anwendung in lange offene Probleme der Geometrie von Knotenpunkten.
  - Song Sun – Für viele wegweisende Beiträge zur komplexen Differentialgeometrie, einschließlich Existenzresultate für Kähler-Einstein-Metriken und Verbindungen zu Moduli-Fragen und Singularitäten.[20]
- 2022:
  - Aaron Brown und Sebastian Hurtado Salazar – Für Beiträge zum Beweis der Zimmer-Vermutung.
  - Jack Thorne – Für umwälzende Beiträge zu verschiedenen Gebieten der algebraischen Zahlentheorie, und speziell für den Beweis mit James Newton der Automorphie der symmetrischen Potenzen einer holomorphen modularen Neuform.
  - Jacob Tsimerman – Für herausragende Arbeit in analytischer Zahlentheorie und arithmetischer Geometrie, einschließlich Durchbrüchen bei den André-Oort-Vermutungen und den Griffiths-Vermutungen.[16]
- 2023:
  - Ana Caraiani – Für verschiedene das Gebiet transformierende Beiträge zum Langlands-Programm, und speziell für die Arbeit mit Peter Scholze über die Hodge-Tate-Periodenabbildung für Shimura-Varietäten und ihre Anwendung (“For diverse transformative contributions to the Langlands program, and in particular for work with Peter Scholze on the Hodge-Tate period map for Shimura varieties and its applications”).
  - Ronen Eldan – Für die Entwicklung der stochastischen Lokalisierungsmethode, die zu bedeutendem Fortschritt bei mehreren offenen Problemen in hochdimensionaler Geometrie und Wahrscheinlichkeit führte, einschließlich des Schnittproblems von Jean Bourgain und der KLS-Vermutung (Kannan-Lovász-Simonovits-Vermutung) (“For the creation of the stochastic localization method, that has led to significant progress in several open problems in high-dimensional geometry and probability, including Jean Bourgain's slicing problem and the KLS conjecture”).
  - James Maynard – Für viele Beiträge zur analytischen Zahlentheorie und speziell zur Verteilung der Primzahlen (“For multiple contributions to analytic number theory, and in particular to the distribution of prime numbers”).
- 2024:
  - Roland Bauerschmidt – Für herausragende Beiträge zur Wahrscheinlichkeitstheorie und zur Entwicklung von Renormierungsgruppentechniken.
  - Michael Groechenig – Für Beiträge zur Theorie starrer lokaler Systeme und Anwendungen der p-adischen Integration auf Spiegelsymmetrie und das Fundamentallemma.
  - Angkana Rüland – Für Beiträge zur angewandten Analyse, insbesondere zur Analyse der Mikrostruktur bei Fest-Fest-Phasenübergängen und zur Theorie inverser Probleme.
- 2025:
  - Ewain Gwynne – Für seine Arbeiten zur konformen Wahrscheinlichkeitstheorie, die probabilistische Objekte wie zufällige Kurven und Flächen untersucht.
  - John Pardon – Für eine Reihe wichtiger Ergebnisse in Geometrie und Topologie, insbesondere auf dem Gebiet der symplektischen Geometrie und pseudoholomorpher Kurven, die bestimmte Arten glatter Flächen in Mannigfaltigkeiten darstellen.
  - Sam Raskin – Für seine bedeutende Rolle bei den jüngsten Fortschritten im geometrischen Langlands-Programm, einschließlich des endgültigen Beweises der geometrischen Langlands-Vermutung in Charakteristik 0.

### Träger des Maryam Mirzakhani New Frontiers Prize
Der nach der 2017 verstorbenen Mathematikerin Maryam Mirzakhani benannte Preis wurde erstmals 2021 an kürzlich promovierte Nachwuchsmathematikerinnen vergeben (Ort der Promotion in Klammern):
- 2021:
  - Nina Holden (ETH Zürich) – Für Arbeit in Zufalls-Geometrie, speziell über Liouville-Quantengravitation als Skalierungsgrenzwert von zufälligen Triangulationen.
  - Urmila Mahadev (Caltech) – Für Arbeiten, die die fundamentale Frage angehen, den Output einer Quantenrechnung zu verifizieren.
  - Lisa Piccirillo (University of Texas at Austin) – Für die Lösung des klassischen Problems, dass der Conway-Knoten kein glatter Scheibenknoten ist.
- 2022:
  - Sarah Peluse – Für Beiträge zur arithmetischen Kombinatorik und analytischen Zahlentheorie, speziell in Hinblick auf polynomiale Muster in dichten Mengen.
  - Hong Wang – Für Fortschritte bei der Restriktions-Vermutung, der lokalen Glättungsvermutung und verwandten Problemen.
  - Yilin Wang – Für innovative und weitreichende Arbeit zur Loewner-Energie ebener Kurven.[16]
- 2023:
  - Maggie Miller – Für Arbeiten zu gefaserten Bandknoten und Flächen in vierdimensionalen Mannigfaltigkeiten (“For work on fibered ribbon knots and surfaces in 4-dimensional manifolds”).
  - Jinyoung Park – Für Beiträge zur Lösung von mehreren bedeutenden Vermutungen zu Schwellwerten und Selektorprozessen (“For contributions to the resolution of several major conjectures on thresholds and selector processes”).
  - Vera Traub – Für Fortschritte in Näherungsergebnissen zu klassischen kombinatorischen Optimierungsproblemen, einschließlich des Problems des Handlungsreisenden und Netzwerk-Entwurf (“For advances in approximation results in classical combinatorial optimization problems, including the traveling salesman problem and network design”).
- 2024: 
  - Hannah Larson – Für Fortschritte in der Brill-Noether-Theorie und der Geometrie des Modulraums von Kurven.
  - Laura Monk – Für die Weiterentwicklung unseres Verständnisses zufälliger hyperbolischer Flächen höheren Geschlechts.
  - Mayuko Yamashita – Für Beiträge zur mathematischen Physik und zur Indextheorie.
- 2025:
  - Si Ying Lee – Für einen neuen Ansatz für ein wichtiges Problem im Langlands-Programm und hat diesen erfolgreich auf ein lokales Problem reduziert.
  - Rajula Srivastava – Für Fortschritte auf einem anspruchsvollen Gebiet an der Schnittstelle von harmonischer Analyse und Zahlentheorie. Ihre Arbeit konzentriert sich auf die Begrenzung der Anzahl von Gitterpunkten, die man in der Nähe einer gegebenen glatten Oberfläche finden kann, mit wichtigen Anwendungen für die diophantische Näherung in höheren Dimensionen.
  - Ewin Tang – Für die Erfindung von Quantencomputeralgorithmen für maschinelles Lernen. Sie bewies außerdem, dass bestimmte Berechnungen, die von Quantenalgorithmen allgemein als exponentiell schneller angesehen wurden, tatsächlich in vergleichbarer Zeit von einem normalen (Nicht-Quanten-)Computer gelöst werden können.